# Benicio Baker-Boaitey
Benicio Baker-Boaitey (9 gennaio 2004) è un calciatore inglese, attaccante del Millwall.

## Carriera

### Club
Cresciuto nel settore giovanile del West Ham Utd, Baker-Boaitey si è trasferito al Porto nel 2020 all'età di 16 anni. Nel gennaio del 2022 è passato in prestito al Brighton, che al termine della stagione lo ha acquistato a titolo definitivo.
Il 1º luglio 2023 ha firmato il rinnovo del contratto  ed il 3 dicembre ha esordito in prima squadra nell'incontro di Premier League perso 3-2 contro il Chelsea.

### Nazionale
Nel 2019 ha giocato 2 partite con la nazionale inglese Under-16, mentre nel 2024 ha giocato 2 partite con la nazionale inglese Under-20.

## Statistiche

### Presenze e reti nei club
Statistiche aggiornate all'11 maggio 2024.
| Stagione        | Squadra         | Campionato      | Campionato | Campionato | Coppe nazionali | Coppe nazionali | Coppe nazionali | Coppe continentali | Coppe continentali | Coppe continentali | Altre coppe | Altre coppe | Altre coppe | Totale | Totale | Totale |
| Stagione        | Squadra         | Comp            | Pres       | Reti       | Comp            | Pres            | Reti            | Comp               | Pres               | Reti               | Comp        | Pres        | Reti        | Pres   | Reti   |        |
| --------------- | --------------- | --------------- | ---------- | ---------- | --------------- | --------------- | --------------- | ------------------ | ------------------ | ------------------ | ----------- | ----------- | ----------- | ------ | ------ | ------ |
| 2023-2024       | Brighton        | PL              | 5          | 0          | FACup+CdL       | 0               | 0               | UEL                | 0                  | 0                  |             | -           | -           | 5      | 0      |        |
| Totale carriera | Totale carriera | Totale carriera | 5          | 0          |                 | 0               | 0               |                    | 0                  | 0                  |             | -           | -           | 5      | 0      |        |